# Hafen Neuharlingersiel

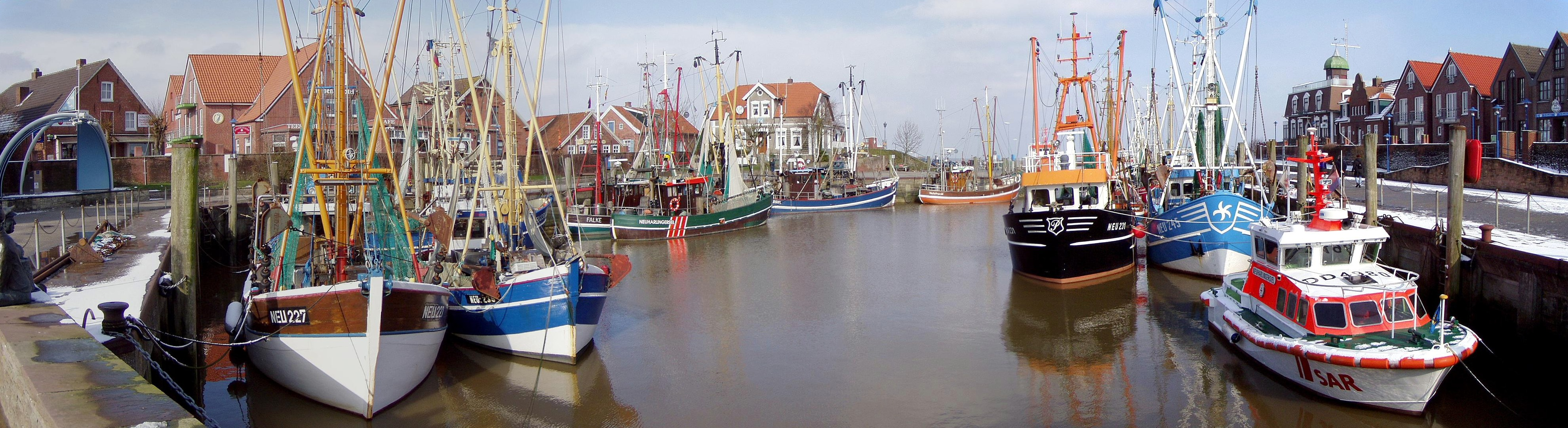
Kutterhafen, der hintere Teil des Neuharlingersieler Hafens

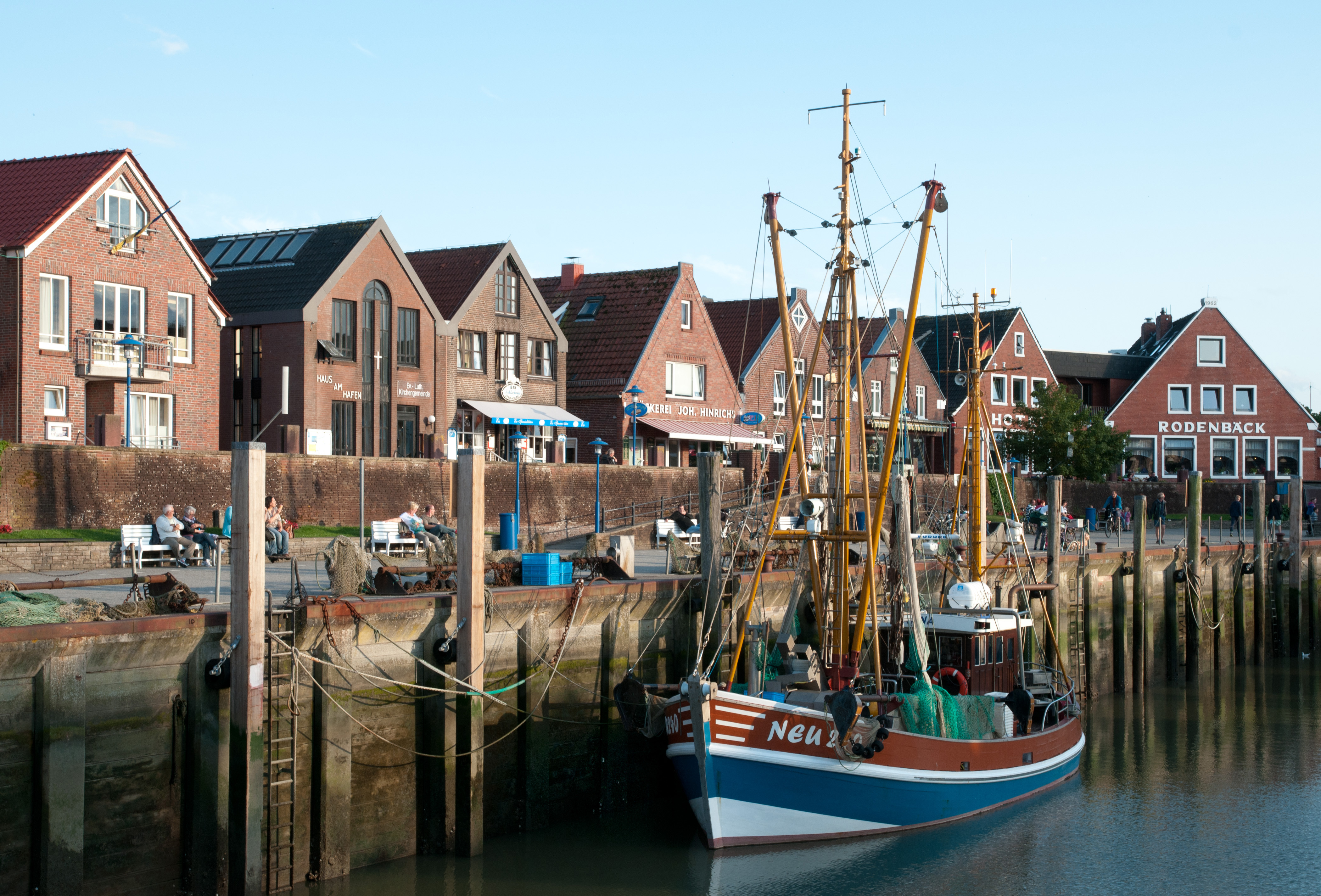
Neuharlingersiel Hafenseite Ost, Niedrigwasser

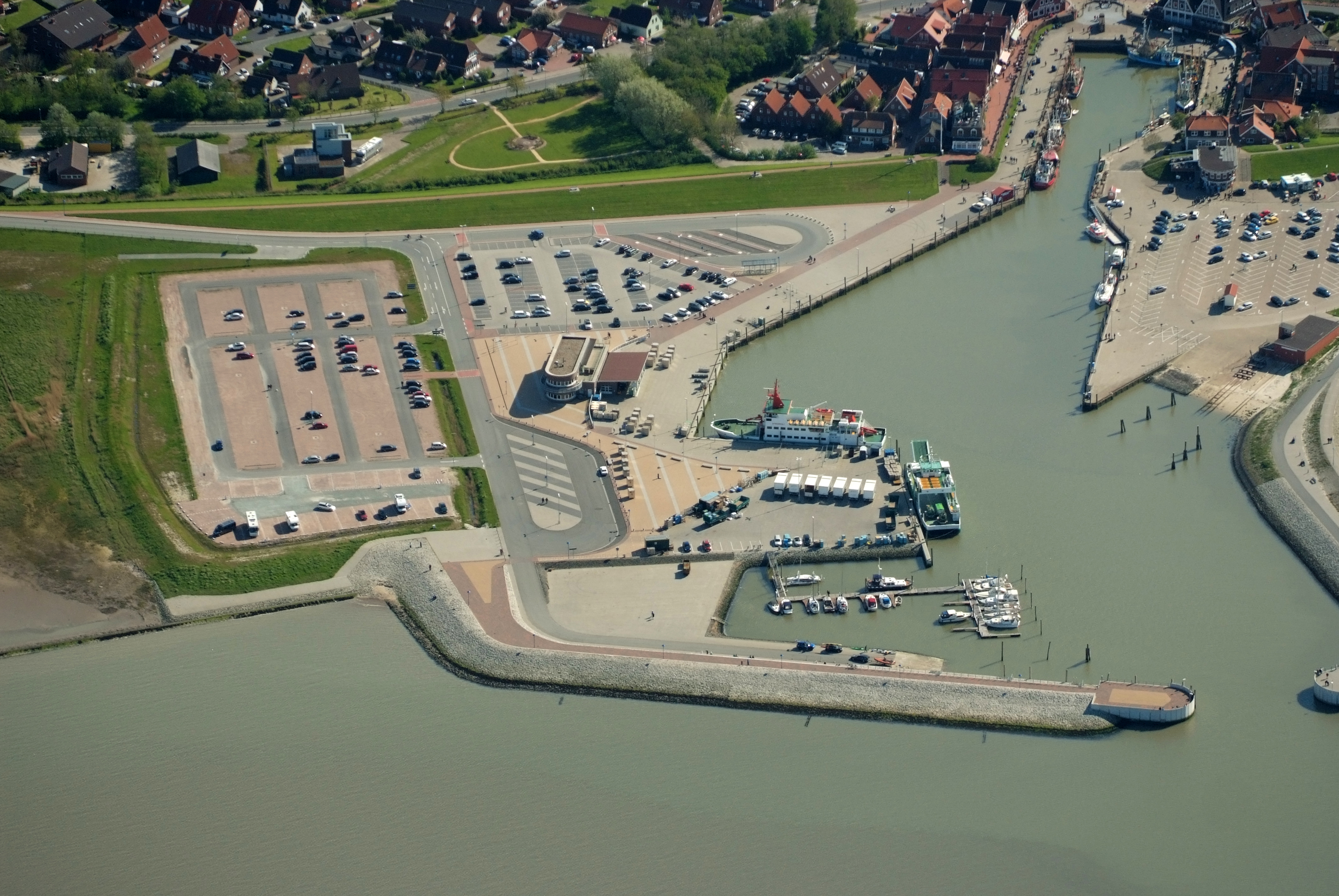
Luftbild

Der Hafen Neuharlingersiel ist ein Fischerei-, Sportboot- und Fährhafen in Neuharlingersiel. 

## Lage
Der Neuharlingersieler Hafen ist Auslass eines Siels und Hafen zugleich. Von der Seeseite gesehen ist der Hafen über eine circa eine Seemeile lange Fahrrinne zu erreichen. Neben der Fahrrinne befindet sich eine Buhne, um das Versanden des Fahrwassers zu verhindern. Bei Hochwasser ist die Buhne überflutet.

## Geschichte
Der Hafen Neuharlingersiel ist ein alter Fischereihafen. Seit 1792 besteht eine regelmäßige Fährverbindung zur Nordseeinsel Spiekeroog, welche etwa vier Seemeilen von Neuharlingersiel aus entfernt liegt.

## Heutige Bedeutung
Heute wird der Hafen vor allen Dingen als Fährhafen für Fahrten nach Spiekeroog genutzt. Die Fährschiffe Spiekeroog I, II und IV stellen die Verkehrsverbindung zum Hafen Spiekeroog. Zusätzlich liegen noch heute zahlreiche Fischkutter im Hafen. Des Weiteren gibt es eine kleine Marina für Sportboote.

## Rettungsstation der DGzRS

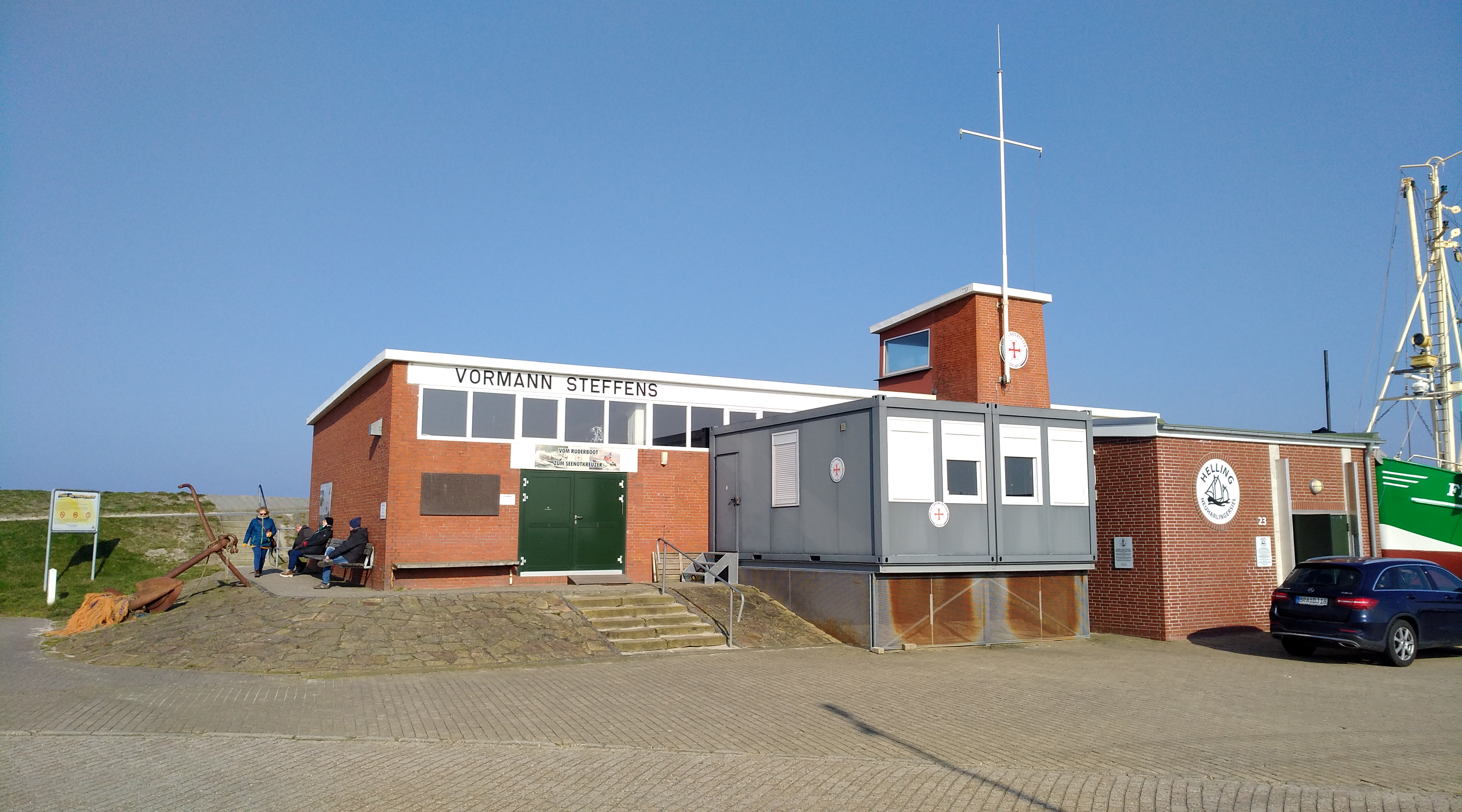
Neuharlingersiel DGzRS-Station

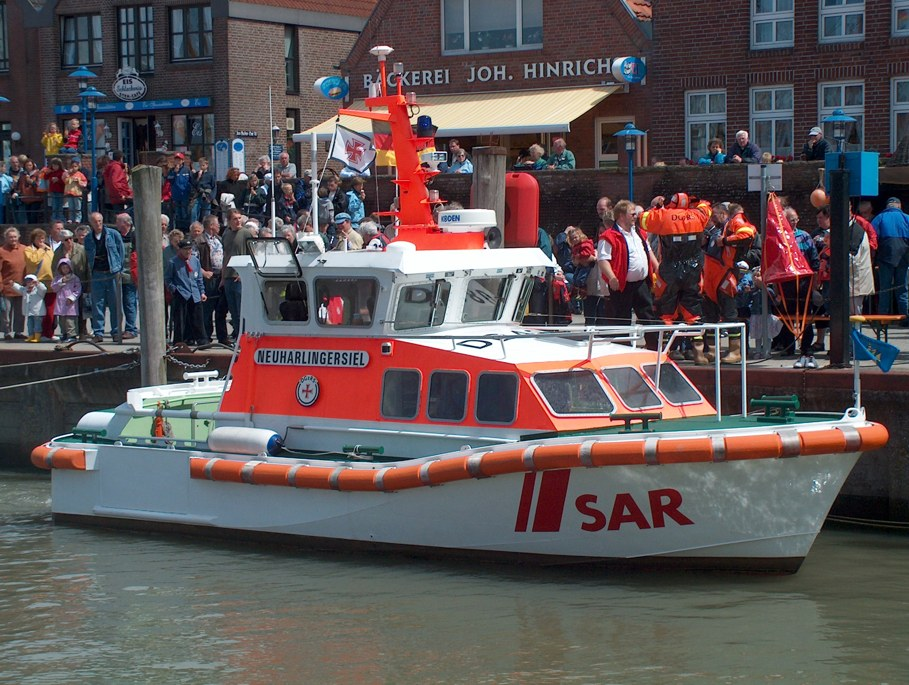
Das Seenotrettungsboot Neuharlingersiel der DGzRS

Im Hafen ist das Seenotrettungsboot Courage der Deutschen Gesellschaft zur Rettung Schiffbrüchiger (DGzRS) stationiert. Traditionell sind Seenotrettungskreuzer und Seenotrettungsboote im Bereich der Ostfriesischen Inseln auf den Inseln selbst stationiert, etwa auf Borkum, Juist oder Norderney. Die Insel Spiekeroog verfügte jedoch bis 1981 über keinen eigenen Hafen, sondern nur über einen Anleger. Daher erfolgte die Stationierung einer Seenotrettungseinheit im nahe gelegenen Hafen von Neuharlingersiel.

## Galerie

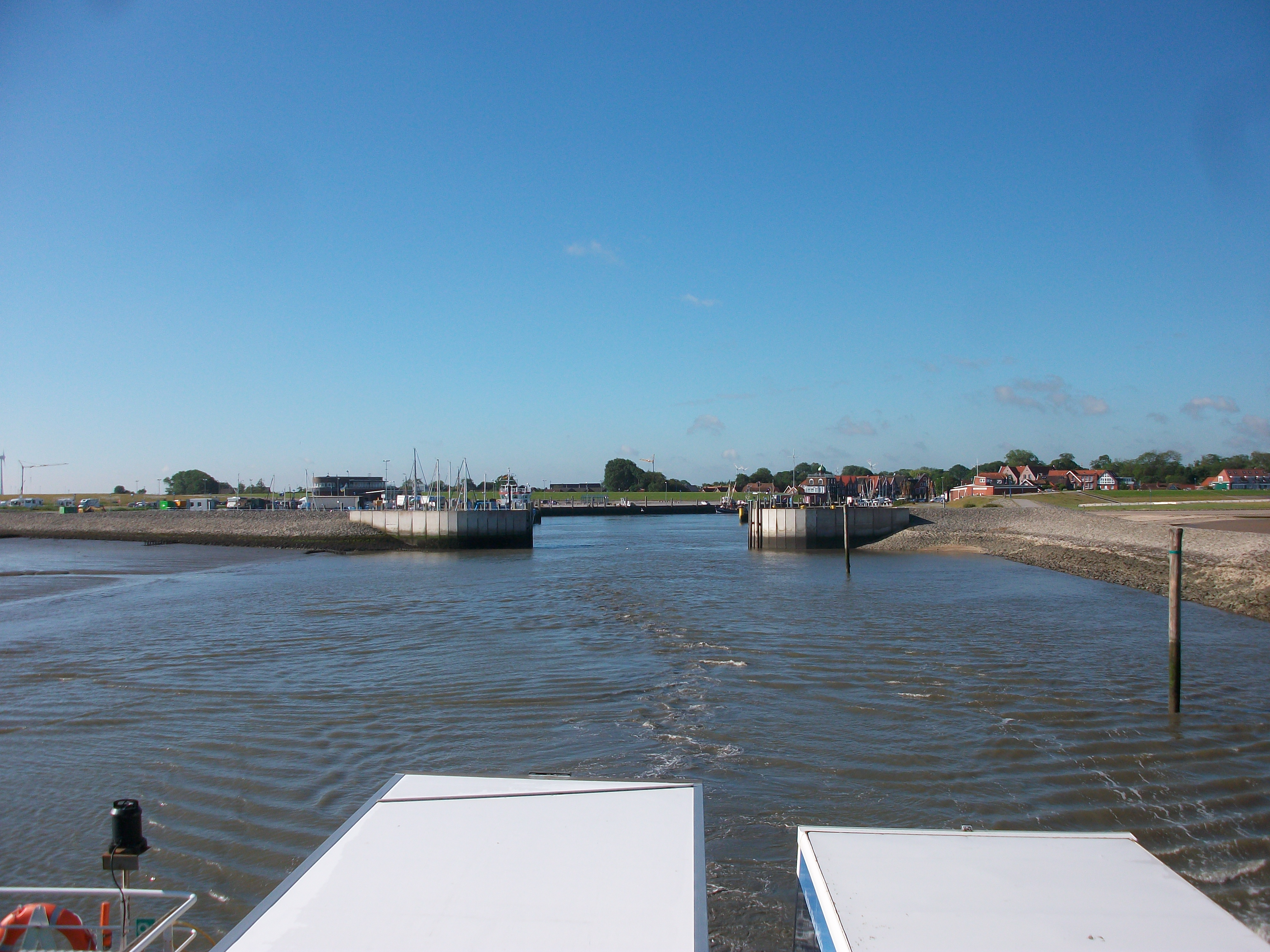
Neuharlingersieler Außentief, Blick auf die Hafeneinfahrt Neuharlingersiel
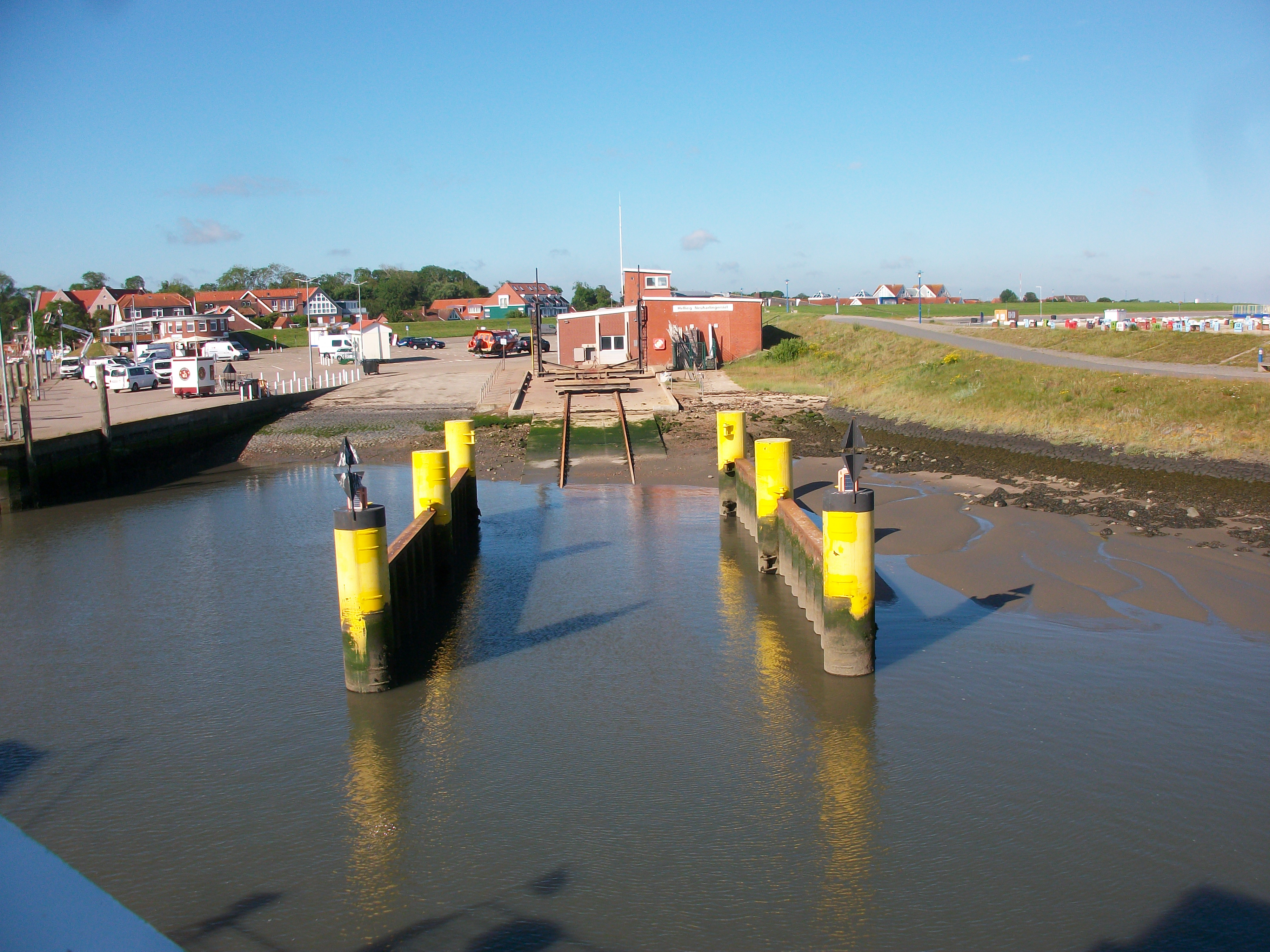
Slipanlage Helling im Westhafen Neuharlingersiel
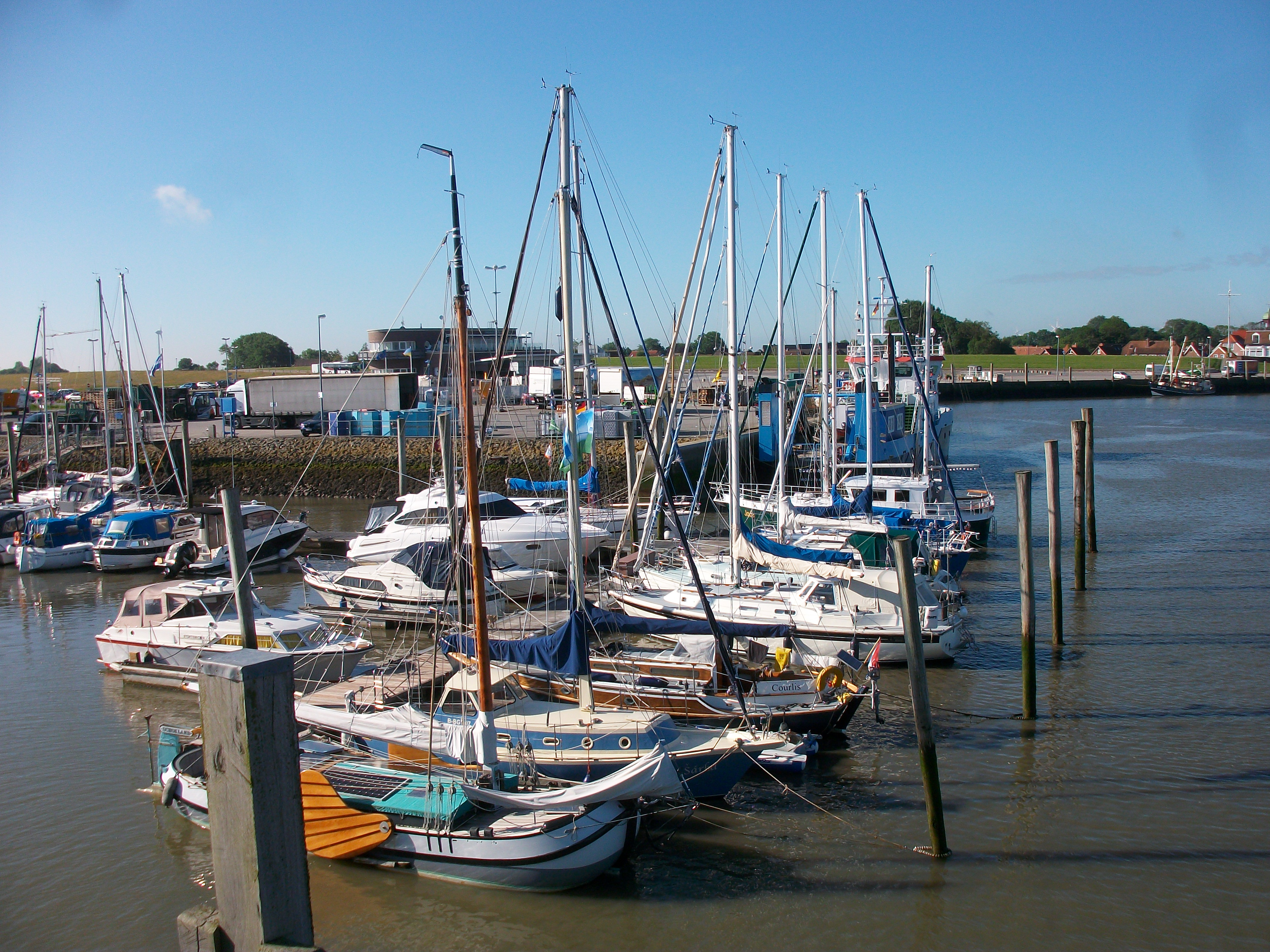
Yachthafen Neuharlingersiel
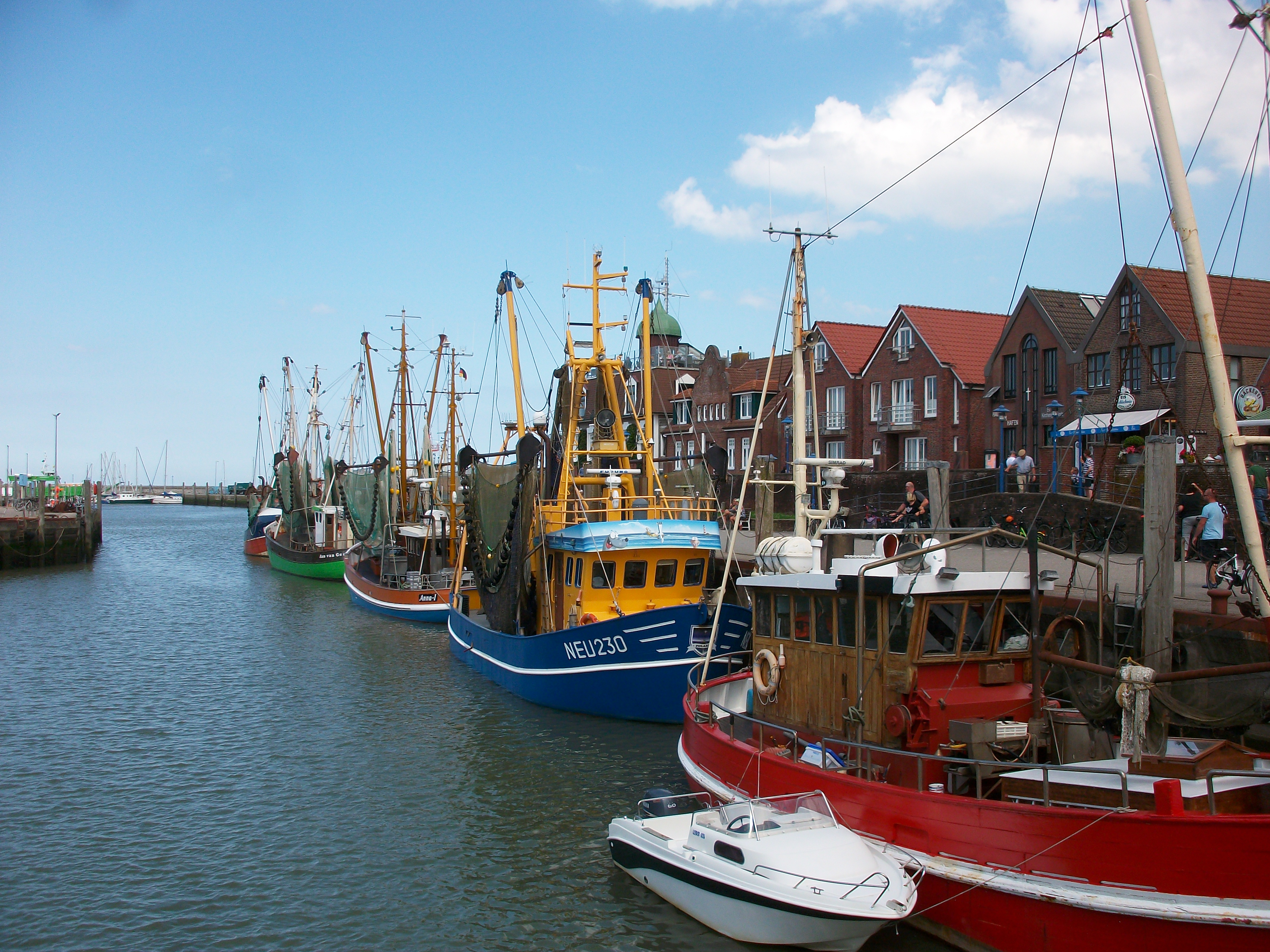
Kutterhafen Neuharlingersiel